# Шевляков, Михаил Викторович

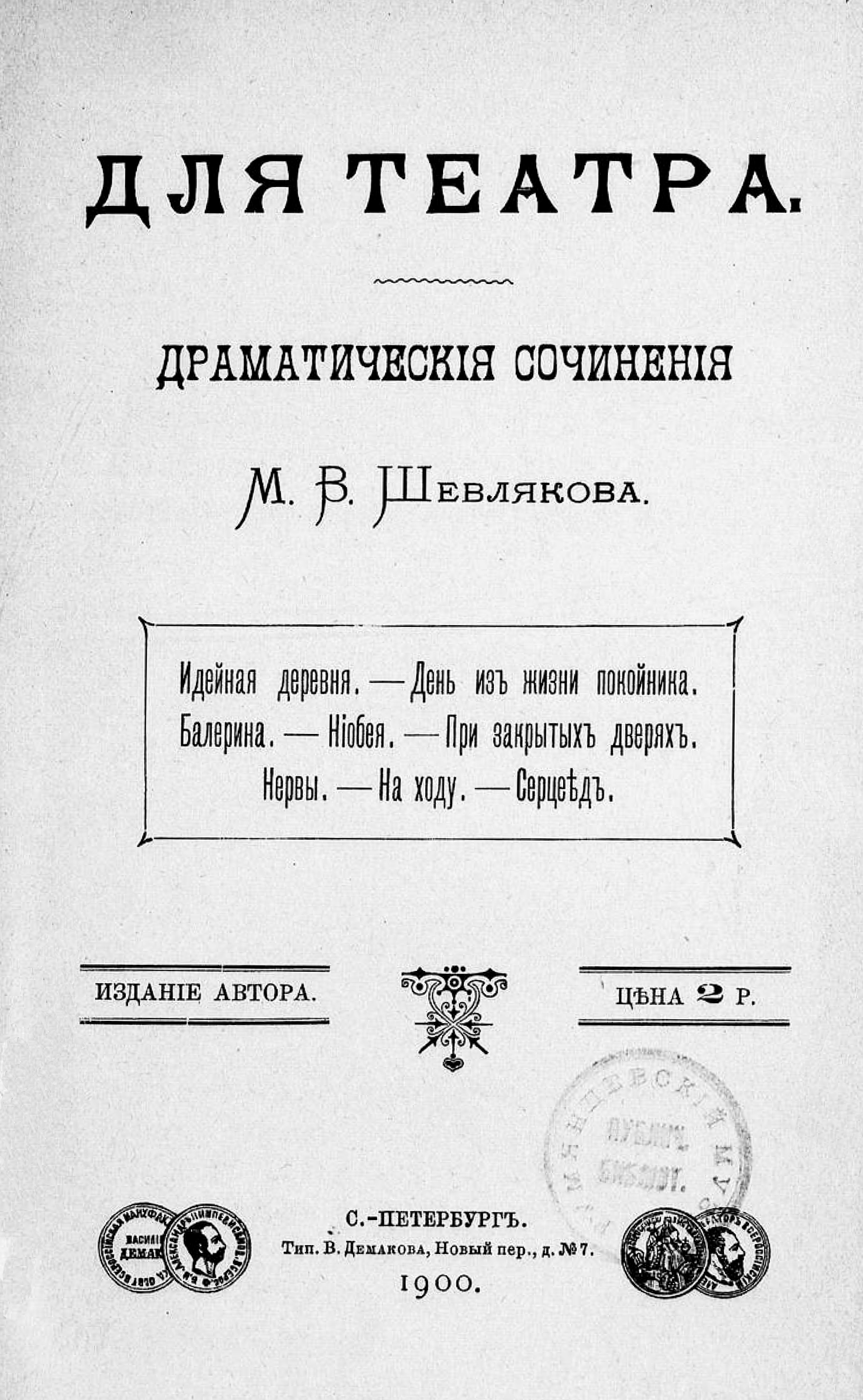
Титульный лист сборника М. В. Шевлякова «Для театра»

Михаи́л Ви́кторович Шевляко́в (18 [30] апреля 1865, Санкт-Петербург — 24 апреля (7 мая) 1913, Петергоф) — русский публицист, писатель, переводчик. Сотрудник журнала «Исторический вестник».

## Биография
Михаил Викторович Шевляков родился в 1865 году в Санкт-Петербурге.
Печатался в петербургских сатирических журналах «Осколки» (1887—1890), «Стрекоза» (1901—1903), а также в журналах «Театральный мирок» (1895), «Весь мир» и в «Синем журнале» (1911).
Современникам запомнился, в первую очередь, как признанный мастер исторического анекдота. Собрал огромное количество историй из жизни А. С. Пушкина, А. В. Суворова, Петра Первого, опубликовав их в виде сборников.
В 1898 году первым опубликовал сборник рассказов о главе сыскной полиции Санкт-Петербурга Иване Путилине, которого знал лично.
Михаилом Шевляковым написаны слова к романсам на музыку Вильгельма Шпачека «После знойного душного дня», «Признание», «Эх, ты ночь морозная!», «Я полюбил глаза твои».
Состоял членом Общества русских драматических писателей и оперных композиторов.
Выступал в качестве драматурга, написал множество комедийных пьес и водевилей («Сердцеед», «Дезинфекция», «Мусью Sans Gêne», «Последние минуты», «Сумерки», «При закрытых дверях», «На ходу», «Ниобея», «Принцесса Греза на изнанку» и др.). Многочисленные короткие пьесы в 1900 году издал отдельно в сборнике «Драматические сочинения М. В. Шевлякова».
Переводил с польского пьесы Габриэли Запольской, Вильгельма Фельдмана, Ежи Жулавского, Дагни, Станислава Козловского и Станислава Пшибышевского, с немецкого Альфреда Вильнера, Генриха Штобицера, Адольфа Швайера.
Лев Дуров в своих воспоминаниях «Странные мы люди» пересказывает анекдоты из книги М. В. Шевлякова:

…Сто раз я уже успел забыть эту книгу: твердая обложка цвета египетской мумии с размытыми пятнами, будто кто-то плакал над ней. Пожелтевшие странички с жеманным текстом, пестрящим «ятями». Ещё бы! Ведь ей, старушке, исполнился ровно век с тех пор, как она родилась в С.-Петербурге и попала на склад некоего книгопродавца И. Иванова, обретающегося на Литейном. Тираж не указан, и потому я не могу с уверенностью утверждать, что являюсь обладателем единственного экземпляра этого уникального издания, уцелевшего после двух мировых войн. Может, ему и цены нет.
Называется книга «Современники», а вместо фамилии автора набрано: ИНКОГНИТО. В кратком предисловии этот Инкогнито сразу предупреждает: «Это — анекдоты!» И через несколько абзацев выдает мысль, за которую я сразу ухватился, ибо она легла во взрыхленную почву: «Говорят, что по анекдотам изучают характер века и нравы общества»…

…Да, я забыл упомянуть, что у книги этого Инкогнито есть подзаголовок: «Анекдотические черты из жизни общественных деятелей настоящего», то есть столетней давности…

Упоминается в романе Валентина Пикуля «Честь имею» (Часть первая. Лучше быть, чем казаться. Глава 1. Правоведение) под именем Михаила Валентиновича Щелякова:

«В прошлом артист-неудачник, Михаил Валентинович порвал со сценой, чтобы стать неудачником в литературе. Но это не уменьшило его природного оптимизма и любви ко всему смешному. До сих пор жалею, что у меня пропала книга Щелякова о жизни домашних животных, собак и кошек, с его дарственной надписью:

Дай Бог, чтоб жизнь твоя шла просто.

Чтоб деток было бы штук до ста.

Полста — твоих, полста — жены…

Мы для труда все рождены!

Сейчас никто не читает Щелякова, а — жаль. Нет, пожалуй, забавнее книги, чем его „Поцелуй с точки зрения физиологии, гигиены, истории народов и философии“. Щеляков сделал очень мало: ему всегда мешали любовь к раблезианским радостям жизни и страстная погоня за смешными случаями, которые он даже коллекционировал о своей уникальной картотеке. Михаил Валентинович был человек образованный, выпуклый и оригинальный, но обжора и сластёна, которого позже сразил миокардит, вызванный приступом хохота. Я потому задержался здесь на Щелякове, ибо именно он, ныне прочно забытый писатель, заронил во мне первое зерно настроений, которые позже определили моё будущее».

Последние годы жизни провел в Петергофе. Скончался 24 апреля (7 мая по новому стилю) 1913 года. Похоронен на Литераторских мостках на Волковском кладбище Санкт-Петербурга.
После 1990 года выпущено несколько десятков репринтных изданий М. В. Шевлякова.

## Адреса в Санкт-Петербурге
- Большая Московская улица, дом 11
- Забалканский проспект, дом 59
- Троицкая улица, дом 25
- Боровая улица, дом 24[2]

## Творчество
- Шевляков М. В.Попурри: шутки и шаржи. — Типография. П. Вощинской, 1889 г.
- Шевляков М. В. Коммерческие игры: винт, безик, вист, преферанс, пикет, мушка, стуколка, макао, баккара, рамс, польский банчек, семерик, шестьдесят шесть, кончинка, горка, тринадцать и др. Практ. советы, законы и правила. — СПб.: Типография Тиханова, 1890.
- Шевляков М. В. Поцелуй: Исследования и наблюдения: (Поцелуй с точки зрения с точки зрения физиологической, гигиенической, исторической, этнографической, юридической, гипнотической, филологической и пр.). — СПб.: Типография Трунова, 1892.
- Терзаев С., Краснов В., Шевляков М. В. Кровь растерзанного сердца: тревожные песни трех первых русских декадентов. — Типо-литографія Я. Кровицкого, 1895 г. — 103 с.
- Шевляков М. В. Русские остряки и остроты их. — Издательство Ив. Ив. Иванова, 1898 г. — 181 с.
- Шевляков М. В. Знаменитые дуэли в России. Исторические эпизоды. — Санкт-Петербург: Типография А. Л. Трунова и Ко. 1898 г. — 24с.
- Шевляков М. В. Из области приключений: по рассказам бывшего начальника Санкт-Петербургской сыскной полиции И. Д. Путилина. — СПб.: Типография Демакова, 1898. — 182 с.
- Шевляков М. В. Пушкин в анекдотах: черты из жизни поэта, как общественного деятеля и человека. — 1899 г.
- Шевляков М. В. Русские писатели о русской женщине. — Издательство Ив. Ив. Иванова, 1899 г. — 181 с.
- Шевляков М. В. Современники. Анекдотические черты из жизни общества деятелей настоящего. — Санкт-Петербург, издательство Ив. Ив. Иванова, 1900 г. — 276 с.
- Шевляков М. В. Драматические сочинения М.В. Шевлякова. — СПб.: Издание автора, 1900. — 224 с.
- Шевляков М. В., Щеголев Я. А. В. Суворов в анекдотах: черты из жизни великого полководца, как государственного деятеля и человека. — СПб.: Типография барона Криденера, 1900. — 160 с.
- Женщина и любовь (Pro и contra). Мысли, определения и сентенции./ Под ред. М. В. Шевлякова. — Санкт-Петербург: Книжный склад В. И. Губинскаго, 1900 г. — 400с.
- Шевляков М. В. Исторические люди в анекдотах: черты из жизни государственных и общественных деятелей. — Издательство книгопродавца Ив. Ив. Иванова, 1900 г. — 389 с.
- Шевляков М. В. Для туристов: Швеция, Финляндия. Шведские разговоры для русского. — 1901 с.
- Шевляков М. В., Щеголев Я. Петр Великий в анекдотах: черты из жизни и деятельности: (к 200-лет. юбилею Петербурга) — Санкт-Петербург, издательство Ив. Ив. Иванова, 1901 г. — 247 с.
- Шевляков М. В., Щеголев Я. А. В. Суворов в анекдотах: черты из жизни великого полководца, как государственного деятеля и человека. — Типография «Труд и Польза», 1903 г. — 152 с.
- Шевляков М. В. Не в бровь, а в глаз: сцены для сцены, шутки и шаржи. — Издательство В. И. Губинского. — 221 С.
- Шевляков М. В. Нерв веселья: сцены для сцены: шутки и шаржи. — 208 с.
- Шевляков М. В. Недалекое прошедшее и близкое будущее: явления русской жизни в характеристиках и эпизодах. 2-е изд., дополненное — Санкт-Петербург: типография В. Я. Мильштейна, 1908.- VIII, — 329 с.
- Шевляков М. В. Женщина. Мысли о ней русских писателей. 2-е издание. — Санкт-Петербург. — 1908 г.
- Шевляков М. В. Семь воронов: волшебная сказка в 4-х действиях. — Издательство театральной библиотеки М. А. Соколовой, 1909 г. — 57 с.